# St. Simon und Judas (Wormeln)

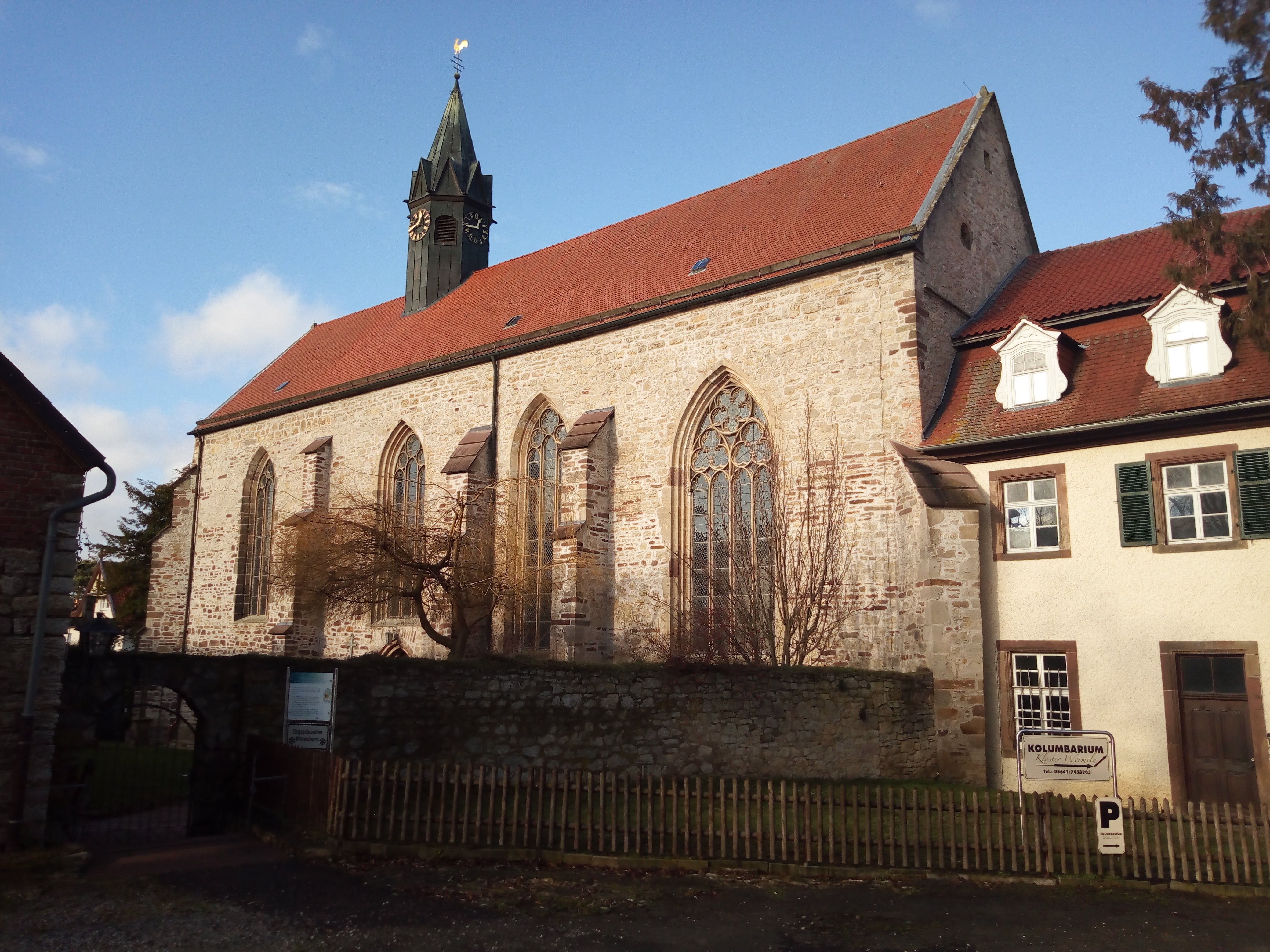
Kirche St. Simon und Judas in Wormeln

Die römisch-katholische, denkmalgeschützte Pfarrkirche St. Simon und Judas steht in Wormeln, einem Gemeindeteil der ostwestfälischen Stadt  Warburg im Kreis Höxter von Nordrhein-Westfalen. Die Kirchengemeinde gehört zum Pastoralverbund Warburg im Dekanat Höxter des Erzbistums Paderborn.

## Beschreibung
Die ehemalige Klosterkirche des Klosters Wormeln ist eine Saalkirche und besteht aus einem Langhaus mit vier Jochen aus Bruchsteinen, deren Wände von Strebepfeilern gestützt werden, zwischen denen sich Maßwerkfenster befinden. 1846 musste das Satteldach erneuert werden. Dabei wurde ihm ein achteckiger Dachreiter aufgesetzt, der die Turmuhr und den Glockenstuhl beherbergt.
Im Innenraum befindet sich im Westen eine Empore, die ursprünglich den Nonnen vorbehalten war. Zur Kirchenausstattung gehört ein Hochaltar, der Heinrich Papen zugeschrieben wird. In den Prospekt der 1683 von Andreas Schneider gebauten Orgel mit zehn Registern, einem Manual und einem Pedal wurde von einem unbekannten Orgelbauer eine Orgel mit 19 Registern, zwei Manualen und einem Pedal eingebaut.